# Лашка Вас (Лашко)
Лашка Вас (словен. Laška vas) — поселення в общині Лашко, Савинський регіон, Словенія. Висота над рівнем моря: 573,6 м.